# Rodney Hunter

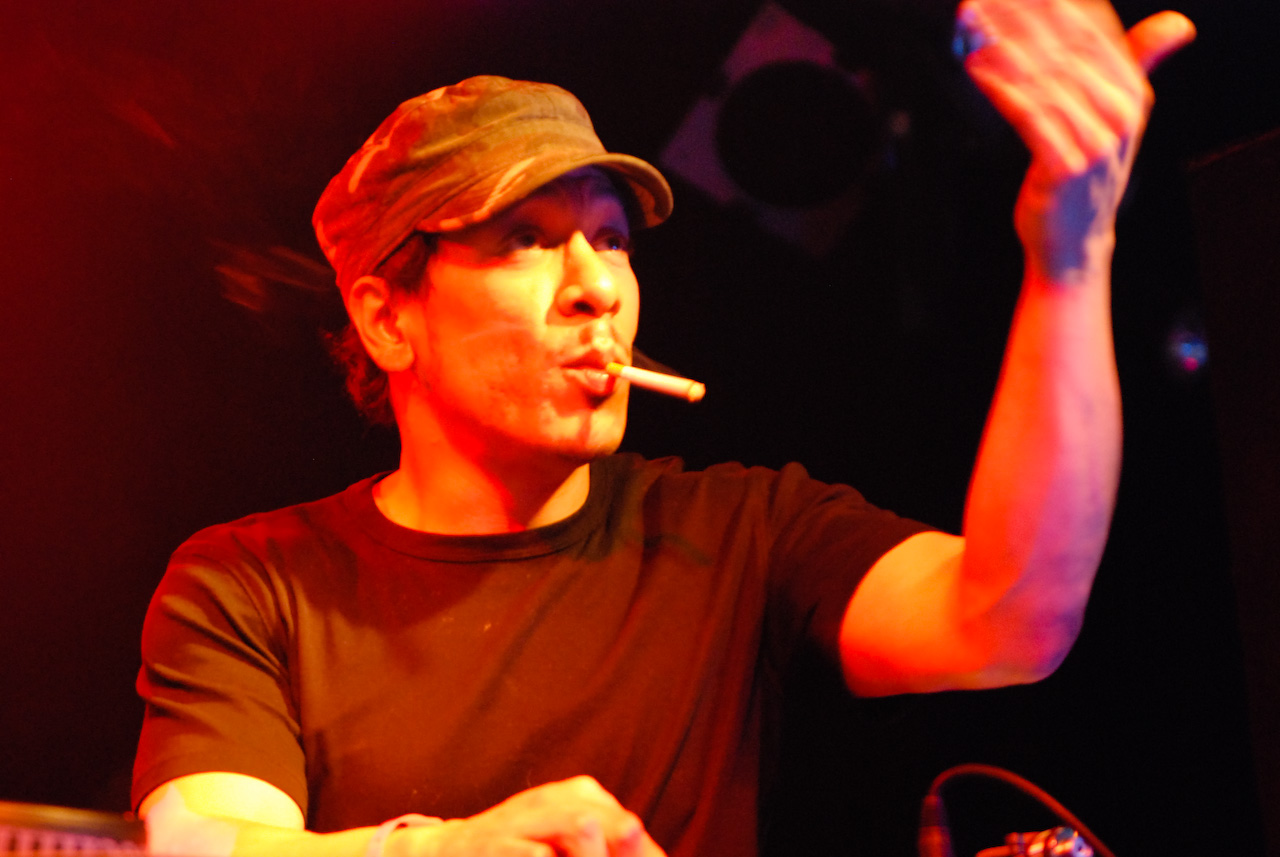
Rodney Hunter in Graz (2008)

Rodney Hunter (* in Wiesbaden) ist ein Wiener Musikproduzent, Musiker und DJ. Nach seiner Geburt in Deutschland wuchs er in Kalifornien und in Österreich auf. Seine Musik verbindet Stilelemente des Hip-Hop, R&B, House, Funk, Dub, Soul und der Elektronischen Tanzmusik.

## Biografie
Rodney Hunters Interesse an Musik wurde bereits in früher Kindheit von seinem Vater in den USA geweckt, der als DJ seinen Sohn oft zu Auftritten mitnahm. Nach einem Umzug nach Wien wurde Hunter E-Bassist der Gruppe Mordbuben AG. Ende der 1980er Jahre stieg er bei der Band Dr. Moreau’s Creatures ein. 1990 veröffentlichte die Band unter dem Projektnamen The Moreaus das erste österreichische Hip-Hop-Album mit dem Titel Swound Vibes.
Nach der Auflösung von The Moreaus 1991 begann Hunter mit seiner Arbeit als Musikproduzent beim Label Uptight, die ihn später mit Mark Murphy zu einer Nominierung für den Grammy Award führte. Rodey Hunter zog vorübergehend nach Berlin und veröffentlichte 2004 sein Debütalbum Hunter Files. Es konnte sich sechs Wochen in den österreichischen Charts, den Ö3 Austria Top 40, halten, die Höchstplatzierung war der 34. Rang. Vier Jahre später erschien das zweite Album Hunterville, im Frühjahr 2013 das dritte Album Hunter Express.
Rodney Hunter betrieb gemeinsam mit Werner Geier das Label Uptight, ein Sub-Label der BMG.

## Diskografie

### Alben
- 2004: Hunter Files, G-Stone Recordings
- 2007: Hunterville, G-Stone Recordings
- 2013: Hunter Express, Hunter Recordings

### EPs und Singles
- 2004: Electric Lady, G-Stone Recordings
- 2005: Take a Ride Mixes, G-Stone Recordings
- 2007: Wanna Groove, G-Stone Recordings
- 2008: Huntermatic, G-Stone Recordings
- 2009: Freak On, Ministry of Sound
- 2009: Dedications EP, Hunter Recordings
- 2011: Balkan Ska, etage Noir Recordings
- 2011: Got 2 Give, Hunter Recordings
- 2013: Mysterious, Hunter Recordings
- 2013: Midas, Hunter Recordings
- 2013: Right Here Right Now, Hunter Recordings
- 2014: Fantasia, Hunter Recordings
- 2015: Chart Toppin, Hunter Recordings
- 2016: Odyssey, Hunter Recordings
- 2018: Make It Happen, Club Sweat
- 2018: New Direction, Hunter Recordings
- 2018: This Is What U Get ( with Peter Kruder ), Compost Disco
- 2020: Sophistic Disco, Hunter Recordings
- 2020: Taste A Bit, Hunter Recordings
- 2020: Accelerate, Hunter Recordings
- 2020: I’ll Still Be Here, Hunter Recordings
- 2021: Love At First Sight, Hunter Recordings